# Sphex nudus
Sphex nudus là một loài côn trùng cánh màng trong họ Sphecidae, thuộc chi Sphex. Loài này được Fernald miêu tả khoa học đầu tiên năm 1903.